# Amstelveenseweg (metrostation)
Het metrostation Amstelveenseweg is een halte van de Amsterdamse metro in het stadsdeel Zuid. Het station ligt aan de Ringlijn, metrolijn 50, en werd geopend op 28 mei 1997. Per 3 maart 2019 wordt dit station ook aangedaan door metrolijn 51, die vanaf die datum vanaf station Zuid naar Isolatorweg is verlegd.
Het metrostation ligt op een viaduct boven de Amstelveenseweg, die van het Stadionplein via Buitenveldert naar Amstelveen leidt. Net als de evenwijdig aan de metrosporen lopende Schipholspoorlijn ligt het station Amstelveenseweg tussen de rijbanen van de Amsterdamse ringweg A10.
Het eilandperron heeft (voor beide richtingen van de metrolijn) twee in- en uitgangen, aan de west- en oostzijde, leidend naar weerszijden van de Amstelveenseweg.
In de omgeving van het station bevinden zich enkele kantoorgebouwen (waaronder het Infinity-gebouw (het voormalige ING House) uit 2002 en het complex Tripolis uit 1994 van Aldo van Eyck) en verder het VU medisch centrum, het Olympisch Stadion en de Begraafplaats Buitenveldert.
Er is een overstapmogelijkheid op tramlijn 24 en de buslijnen 62, 198, 246 (in de ochtendspits), 257 (in de ochtendspits), 346, 357 en 397.

## Trivia
Het station speelt een centrale rol in de videoclip van het nummer Onderweg van de popgroep Abel uit het jaar 2000.

## Galerij

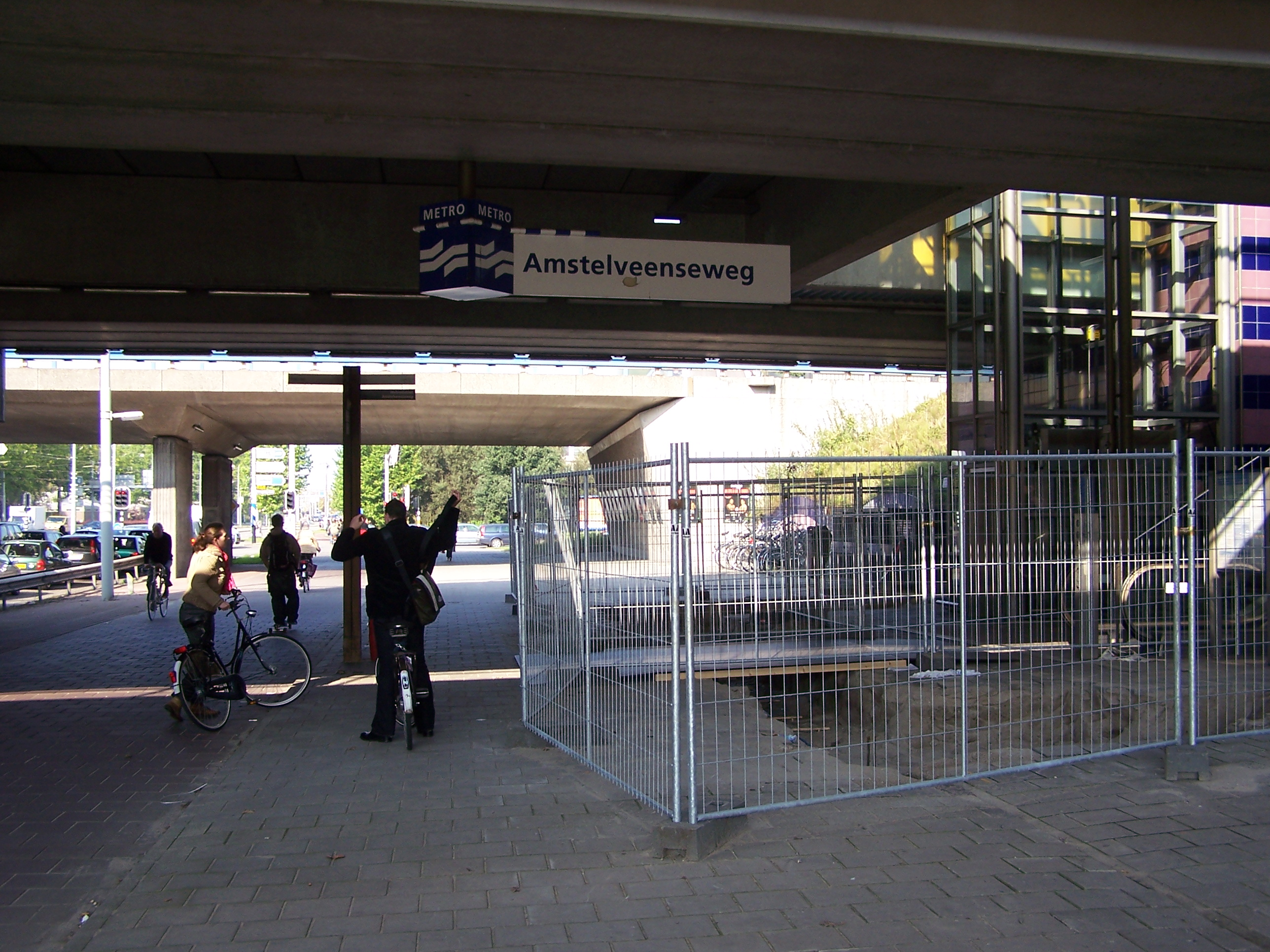
Toegang onder het viaduct
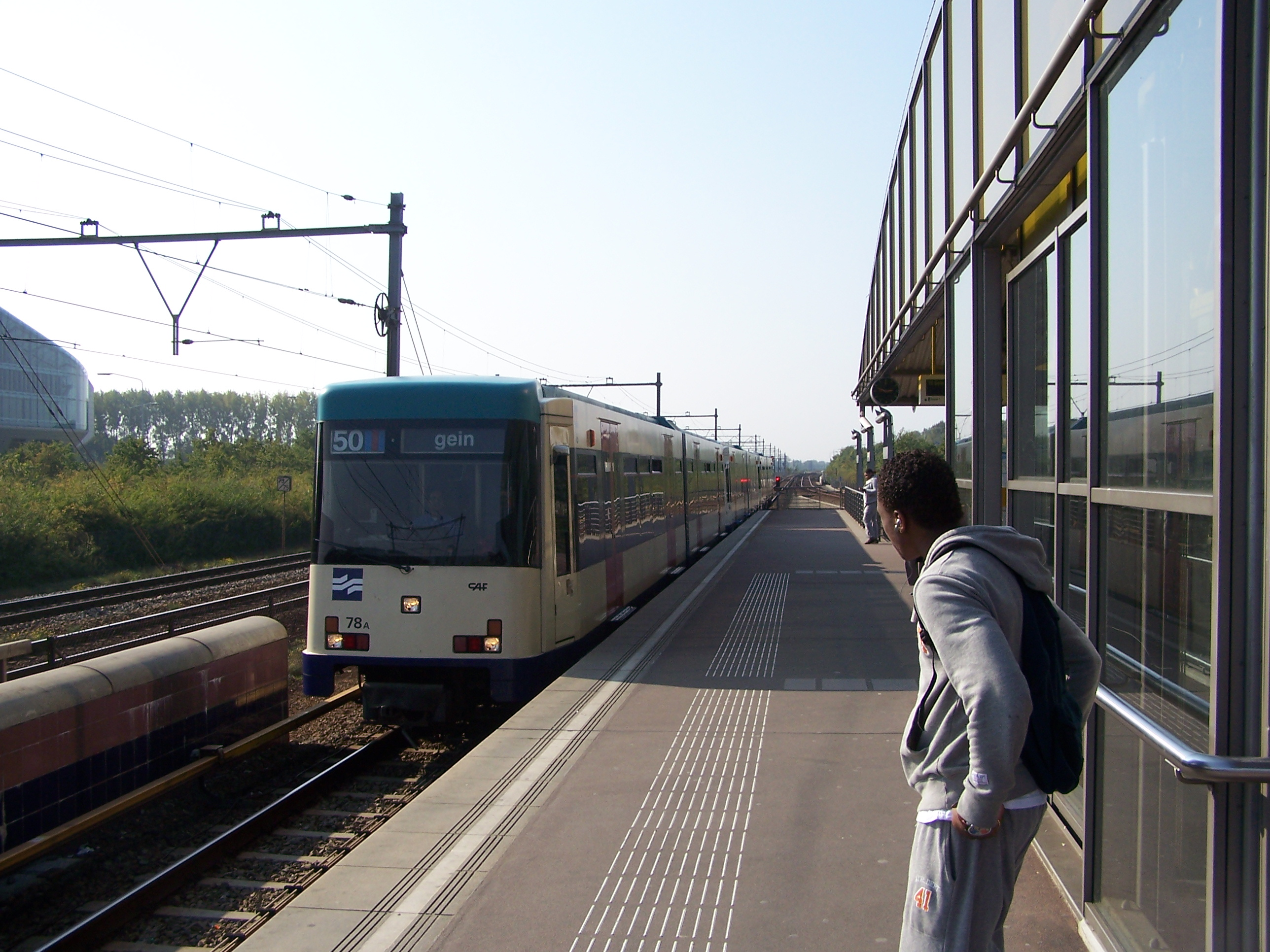
Binnenkomende metro richting Gein
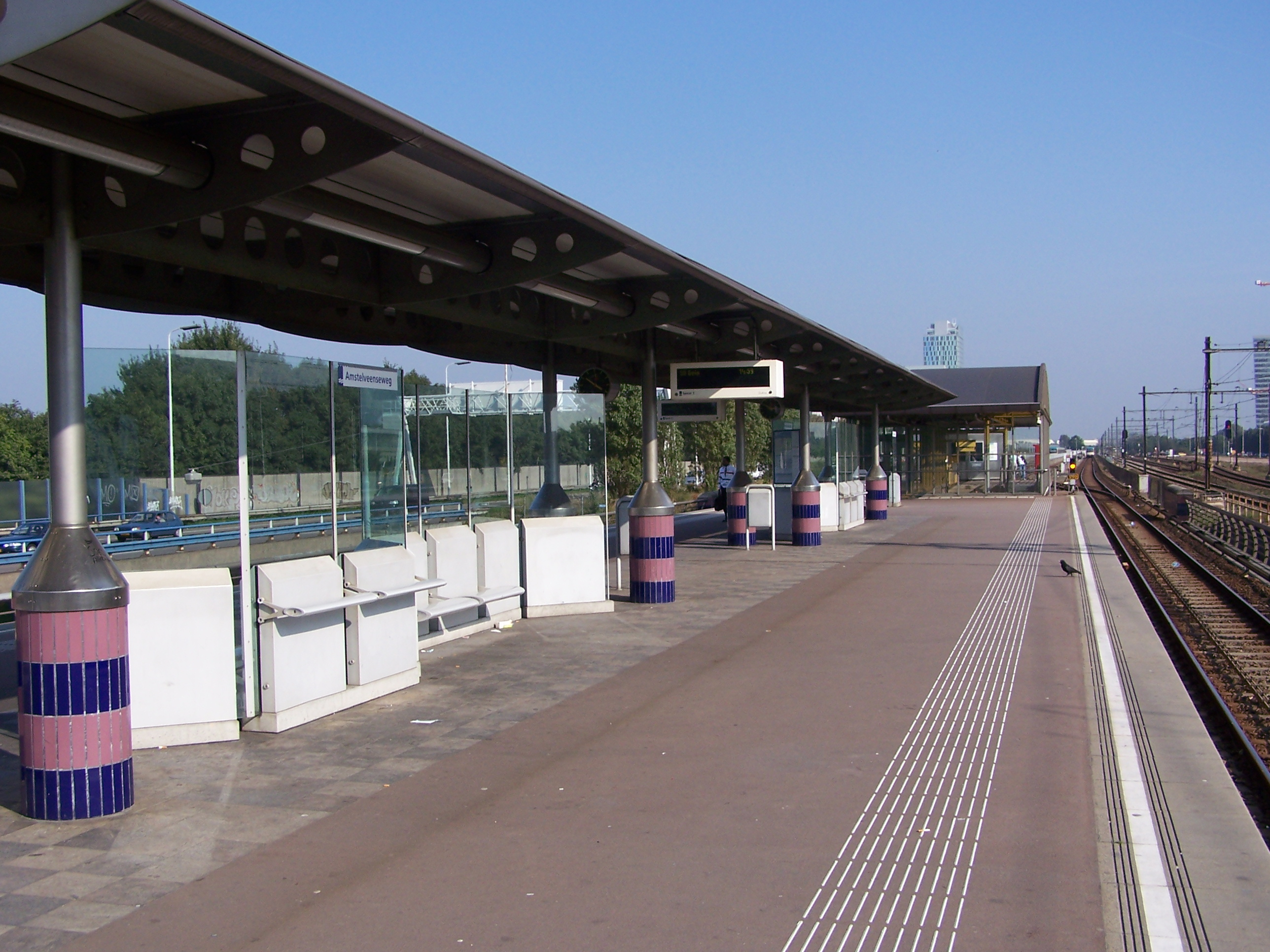
Perron gezien in oostelijke richting
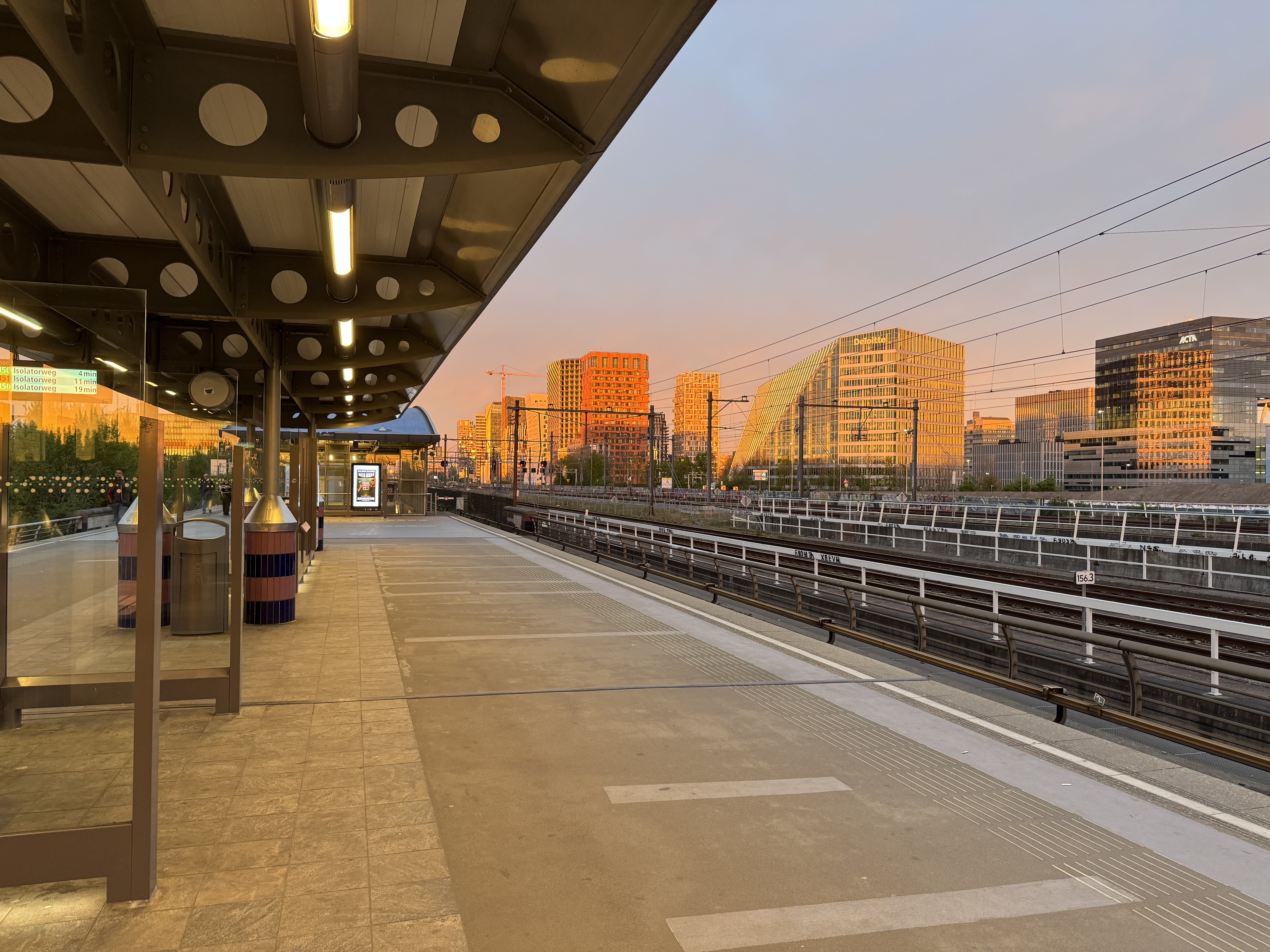
Perron gezien in oostelijke richting (2025)

Isolatorweg ·
Station Sloterdijk (NS) ·
De Vlugtlaan ·
Jan van Galenstraat ·
Postjesweg ·
Station Lelylaan (NS) ·
Heemstedestraat ·
Henk Sneevlietweg ·
Amstelveenseweg ·
Station Zuid (NS) ·
Station RAI (NS) ·
Overamstel ·
Van der Madeweg ·
Station Duivendrecht (NS) ·
Strandvliet ·
Station Bijlmer ArenA (NS) ·
Bullewijk ·
Holendrecht (NS) ·
Reigersbos ·
Gein
Centraal Station (NS) ·
Nieuwmarkt ·
Waterlooplein ·
Weesperplein ·
Wibautstraat ·
Amstelstation (NS) ·
Spaklerweg ·
Overamstel ·
Station RAI (NS) ·
Station Zuid (NS) ·
Amstelveenseweg ·
Henk Sneevlietweg ·
Heemstedestraat ·
Station Lelylaan (NS) ·
Postjesweg ·
Jan van Galenstraat ·
De Vlugtlaan ·
Station Sloterdijk (NS) ·
Isolatorweg